# Semiperimeter
| Figur 1. |  | Figur 2. |
| Figur 1. |  | Figur 2. |

En plangeometrisk figurs semiperimeter (semi=halv och perimeter=omkrets) är halva omkretsen. Semiperimetern används främst i samband med polygoner, särskilt trianglar. Den betecknas vanligen med  s och används huvudsakligen för att förenkla uttryck och formler.
För en polygon gäller att
{\displaystyle s={\frac {\sum _{k=1}^{N}a_{k}}{2}}} där {\displaystyle N} är lika med antalet hörn eller sidor och där {\displaystyle a_{k}} är längden av sidan {\displaystyle k\in \{1,2...N\}}
För en triangel (beteckningar enligt figur 1) med sidlängderna {\displaystyle a}, {\displaystyle b} och {\displaystyle c} är semiperimetern:
{\displaystyle s={\frac {a+b+c}{2}}}
Semiperimetern utnyttjas ofta för att förkorta uttryck som:
{\displaystyle {\frac {-a+b+c}{2}}=s-a,\quad {\frac {a-b+c}{2}}=s-b\quad } och {\displaystyle \quad {\frac {a+b-c}{2}}=s-c}.
se exempelvis Herons formel. Se även Brahmaguptas formel som använder motsvarande uttryck för fyrhörningar:
{\displaystyle {\frac {-a+b+c+d}{2}}=s-a} etcetera.
För en tangenttriangel till en inskriven cirkel (beteckningar enligt figur 2) med sidlängderna {\displaystyle |{\overline {AB}}|}, {\displaystyle |{\overline {AC}}|} och {\displaystyle |{\overline {BC}}|} och avstånden {\displaystyle a}, {\displaystyle b} och {\displaystyle c} från respektive hörn till tangeringspunkterna (avståndet från ett hörn till tangeringspunkten på vardera sidan är detsamma – exempelvis är {\displaystyle |{\overline {AT_{AC}}}|=|{\overline {AT_{AB}}}|=a} i figuren) gäller även:
{\displaystyle s={\frac {|{\overline {AB}}|+|{\overline {AC}}|+|{\overline {BC}}|}{2}}={\frac {(a+b)+(a+c)+(b+c)}{2}}=a+b+c\Rightarrow }
{\displaystyle s=|{\overline {BC}}|+a\Leftrightarrow a=s-|{\overline {BC}}|,\quad s=|{\overline {AC}}|+b\Leftrightarrow b=s-|{\overline {AC}}|} och {\displaystyle s=|{\overline {AB}}|+c\Leftrightarrow c=s-|{\overline {AB}}|}
För en triangels area gäller att den är lika med produkten av semiperimetern och den inskrivna cirkelns radie:
{\displaystyle |\triangle ABC|=s\cdot r}.
eftersom hela triangelns area (figur 2) {\displaystyle |\triangle ABC|=|\triangle ABI|+|\triangle ACI|+|\triangle BCI|={\frac {|{\overline {AB}}|\cdot r}{2}}+{\frac {|{\overline {AC}}|\cdot r}{2}}+{\frac {|{\overline {BC}}|\cdot r}{2}}=(a+b+c)\cdot r=s\cdot r}
Denna formel gäller alla tangentpolygoner, inte bara trianglar, eftersom de kan delas upp i trianglar med en polygonsida som bas och det tredje hörnet i den inskrivna cirkelns medelpunkt varigenom alla trianglarnas höjder är lika med den inskrivna cirkelns radie (eftersom radien till tangeringspunkten är vinkelrät mot den tangerande sidan):
{\displaystyle Arean=\sum _{k=1}^{N}{\frac {a_{k}\cdot r}{2}}=s\cdot r} där {\displaystyle N} är lika med antalet hörn eller sidor och där {\displaystyle a_{k}} är längden av sidan {\displaystyle k\in \{1,2...N\}}